# هورگلمیر
هورگلمیر (در اسکاندیناوی قدیم: ˈxwerˌɡelmez̠; «به معنی چشمه جوشان حباب دار») در اساطیر نورس، چشمه ای بزرگی است که از آن یاد شده است. همچنین پیرامون هورگلمیر در ادای منظوم که در قرن سیزدهم از منابع سنتی قبلی تدوین شده است و ادای منثور، که در قرن سیزدهم توسط اسنوری استورلوسون نوشته شده است گواهی داده شده است. در ادای منظوم، هورگلمیر در بیتی ذکر شده است، که به تفصیل مکانی را بیان داشته است که یک نوع مایع از شاخ نوعی گوزن به نام اِیکیرنیر در آن جاری است، و از این چشمه، «آب‌های زیادی برمی‌خیزند» که سرچشمه رودخانه‌های زیادی است. در ادای شاعرانه با تکرار این اطلاعات، می‌افزاید که چشمه مذکور در نیفلهایم قرار دارد، که آن را یکی از سه چشمه اصلی در ریشه‌های اولیه از درخت کیهانی ایگدراسیل می‌دانند (دو تای دیگر Urðarbrunnr و Mímisbrunnr هستند)، و در داخل چشمه تعداد زیادی مار و اژدهای نیهوگر وجود دارد.

## گواهینامه‌ها
در آثار زیر به هورگلمیر گواهی داده شده است:

### ادای منظوم
در ادای منظوم، در شعر Grímnismál یک مرتبه به چشمه هورگلمیر اشاره شده است.
| Eikthyrnir the hart is called, that stands o'er Odin's hall, and bites from Lærad's branches; from his horns fall drops into Hvergelmir, whence all waters rise: |

پس از این بند شعر (شعر بالا)، سه بند دیگر وجود دارد که عمدتاً از نام ۴۲ رود تشکیل شده است. برخی از این رودها به محل زندگی خدایان منتهی می‌شوند. (مانند گومول و گیرویمول)، در حالی که حداقل دو رود (گیول و لیپت) به هل (یکی از نه بخش جهان در کیهان‌شناسی نورس) می‌رسند.

### نثر ادا
هورگلمیر چندین بار در نثر ادا ذکر شده است. درگیلفاگینینگ، به همان اندازه بالا (شعری در کتاب نثر ادا) توضیح می‌دهد که چشمه هورگلمیر در قلمرو مه/غبار آلود نیفل‌هایم موقعیت دارد: "قبل از به وجود آمدن زمین، قرن‌های زیادی بود که نیفل‌هایم وجود داشته است، و در آنجا چشمه‌ای به نام هورگلمیر وجود دارد. که از این چشمه رود خانه‌هایی به نام‌های Svol, Gunnthra, Fiorm, Fimbulthul, Slidr و Hrid, Sylg و Ylg, Vid, Leiptr Gioll سرچشمه می‌گیرند، که این رودخانه‌ها در کنار دروازه‌های جهنم است.
بعداً در شعر گیلفاگینینگ، به همان اندازه بالا در کتاب نثر ادا درخت مرکزی ایگدراسیل را تشریح و توصیف می‌کند. در شعر Just-as-High بیان شده است که سه ریشه درخت از آن حمایت می‌کنند و «این ریشه‌ها تا فاصله بسیار دور امتداد می‌یابند» و سومین ریشه از این سه ریشه روی نیفل‌هایم قرار گرفته است. به گفته به همان اندازه بالا، زیر این ریشه، چشمه Hvergelmir قرار دارد و پایه ریشه توسط اژدهایی به نام نیهوگر ساییده می‌شود. علاوه بر این، بالا می‌گوید که هورگلمیر نه تنها اژدهای نیهوگر بلکه به اندازه ای مار دارد که «هیچ زبانی نمی‌تواند آن‌ها را به شمارد».
این چشمه (هورگلمیر) برای سومین بار در گیلفاگینینگ ذکر شده است، جایی که بالا منبع آن را بازگو می‌کند: گوزن Eikþyrnir در بالای سالن زندگی پس از مرگ والهالا (جهان پس از مرگ در اسطوره‌های اسکاندیناوی) ایستاده است و از برگ و شاخه‌های درخت ایگدراسیل تغذیه می‌کند، و از شاخ گوزن مقدار زیادی مایع به داخل چشمه هورگلمیر می‌ریزد. در اینجا ۲۶ رودخانه وجود دارد.
هورگلمیر آخرین بار در شاعرانه ادا ذکر شده است جایی که برای سومین بار بحث ناخوشایند ریشه‌های درخت ناستروند به چشم می‌خورد (در اساطیر اسکاندیناوی، ناستروند (ساحل جسد) مکانی در هل است که در آن نیهوگر زندگی می‌کند و اجساد را می‌جود) برای سومین بار یادآوری می‌کند که هورگلمیر از ناستروند پر زهر بدتر است زیرا - با نقل بخشی از یک بیت از شعر ادای شاعرانه Völuspá - "در آنجا نیدوگ اجساد مردگان را عذاب می‌دهد".

## یادداشت
1. ↑  Orchard (1997:93)
2. ↑  Thorpe (1866:23).
3. ↑  Thorpe (1866:23).
4. ↑  Faulkes (1995:9-10).
5. ↑  Faulkes (1995:17).
6. ↑  Faulkes (1995:19).
7. ↑  Faulkes (1995:33).
8. ↑  Faulkes (1995:56).